# Chinese Camp
Chinese Camp – jednostka osadnicza w Stanach Zjednoczonych, w stanie Kalifornia, w hrabstwie Tuolumne.